# Экспромты (Шуберт)
Экспромты (фр. Impromptus) — серия из восьми пьес для фортепиано Франца Шуберта, созданная в 1827 году. Экспромты были опубликованы в виде двух сборников по четыре пьесы в каждом.

## Список
- 4 экспромта, D. 899, op. 90 (две первые пьесы были опубликованы при жизни композитора, две последние ― в 1857 году):
  - № 1 до минор
  - № 2 ми-бемоль мажор
  - № 3 соль-бемоль мажор (изначально был опубликован в соль мажоре)
  - № 4 ля-бемоль мажор
- 4 экспромта, D. 935, op. posth. 142:
  - № 1 фа минор
  - № 2 ля-бемоль мажор
  - № 3 си-бемоль мажор
  - № 4 фа минор